# Daniela von Bülow
Daniela von Bülow (o Daniela Senta von Bülow Liszt), también conocida como Daniela Thode (Berlín, 12 de octubre de 1860-Bayreuth, 28 de julio de 1940) fue la primera hija del director de orquesta Hans von Bülow y Cosima Liszt.
Tenía siete años cuando su madre dejó a su padre por el compositor Richard Wagner, quien la trató como a una hija. Hermana por parte de madre de Siegfried Wagner y de Eva Wagner, sus hermanas fueron Blandine von Bülow (1863–1941) e Isolde von Bülow (1865–1919).
Fue pianista y muy activa en diseño de trajes para las producciones del Festival de Bayreuth. Publicó las cartas de su padre Hans von Bülow.
Se casó en 1886 con el historiador del Arte Henry Thode, de quien se separó en 1914.
Se afilió al Partido Nacionalsocialista y murió en 1940.